# Água Limpa
Água Limpa (deutsch Sauberes Wasser; amtlich portugiesisch Município de Água Limpa) ist eine brasilianische Gemeinde im Bundesstaat Goiás. Sie liegt südsüdwestlich der brasilianischen Hauptstadt Brasília und 195 km südsüdöstlich von Goiânia, der Hauptstadt des Bundesstaates, nahe der Südgrenze von Goiás zum Bundesstaat Minas Gerais. Die Bevölkerung wurde zum 1. Juli 2019 auf 1850 Einwohner geschätzt, die auf einer Gemeindefläche von rund 452,9 km² leben.

## Geographische Lage
Água Limpa grenzt
- im Norden an die Gemeinde Rio Quente
- im Osten an Marzagão
- von Ost bis Süd an Corumbaíba (über den Rio-Corumbá-Seitenarm des Itumbiara-Stausee)
- im Südwesten an Buriti Alegre
- im Nordwesten an Morrinhos